# セルヒイ・ボハチュク
セルヒイ・ワシロヴィチ・ボハチュク（ウクライナ語: Сергій Васильович Богачук, ラテン文字転写: Serhii Vasylovych Bohachuk、1995年4月25日 - ）は、ウクライナのプロボクサー。ヴィーンヌィツャ州ヴィーンヌィツャ出身。元WBC世界スーパーウェルター級暫定王者。

## 来歴
2019年10月27日、ハリウッドのアヴァロン・ハリウッドでタイロン・ブルンソンとWBCアメリカ大陸スーパーウェルター級王座決定戦を行い、4回2分50秒KO勝ちを収め王座を獲得した。
2024年3月30日、ラスベガスのT-モバイル・アリーナで行われたティム・チュー対セバスチャン・フンドラの前座で元WBC世界スーパーウェルター級暫定王者のブライアン・メンドーサとWBC暫定世界同級王座決定戦を行い、12回3-0（118-110、117-111×2）の判定勝ちを収め暫定王座獲得に成功した。尚、当初はボハチュクはフンドラと暫定王座決定戦を行う予定であったが、メインイベントでチューと対戦する予定だったキース・サーマンの負傷欠場で急遽フンドラがサーマンの代役としてチューと対戦することとなり、それに伴いボハチュクの相手もメンドーサに変更されることとなった。
2024年8月10日、ラスベガスのミケロブ・ウルトラ・アリーナでWBC世界スーパーウェルター級2位のバージル・オルティス・ジュニアとWBC暫定世界同級タイトルマッチを行うも、初回と8回に1度ずつ計2度ダウンを奪うも、12回0-2（113-113、112-114×2）の判定負けを喫し初防衛に失敗、王座から陥落した。

## 獲得タイトル
- WBCアメリカ大陸スーパーウェルター級王座
- WBC世界スーパーウェルター級暫定王座（防衛0）